# Čavle

Flagge von Čavle

Čavle (italienisch: Zaule di Liburnia) ist eine Gemeinde in Kroatien in der Gespanschaft Primorje-Gorski kotar.

## Lage und Einwohner
In der aus zehn Ortschaften bestehenden Gesamtgemeinde leben laut Volkszählung 2021 7059 Menschen. Der Hauptort Čavle hat allein 1269 Einwohner und liegt im östlichen Teil des Grobničko polje, dem Hinterland von Rijeka. Čavle liegt direkt an der Autobahn von Rijeka nach Zagreb.

## Geschichte

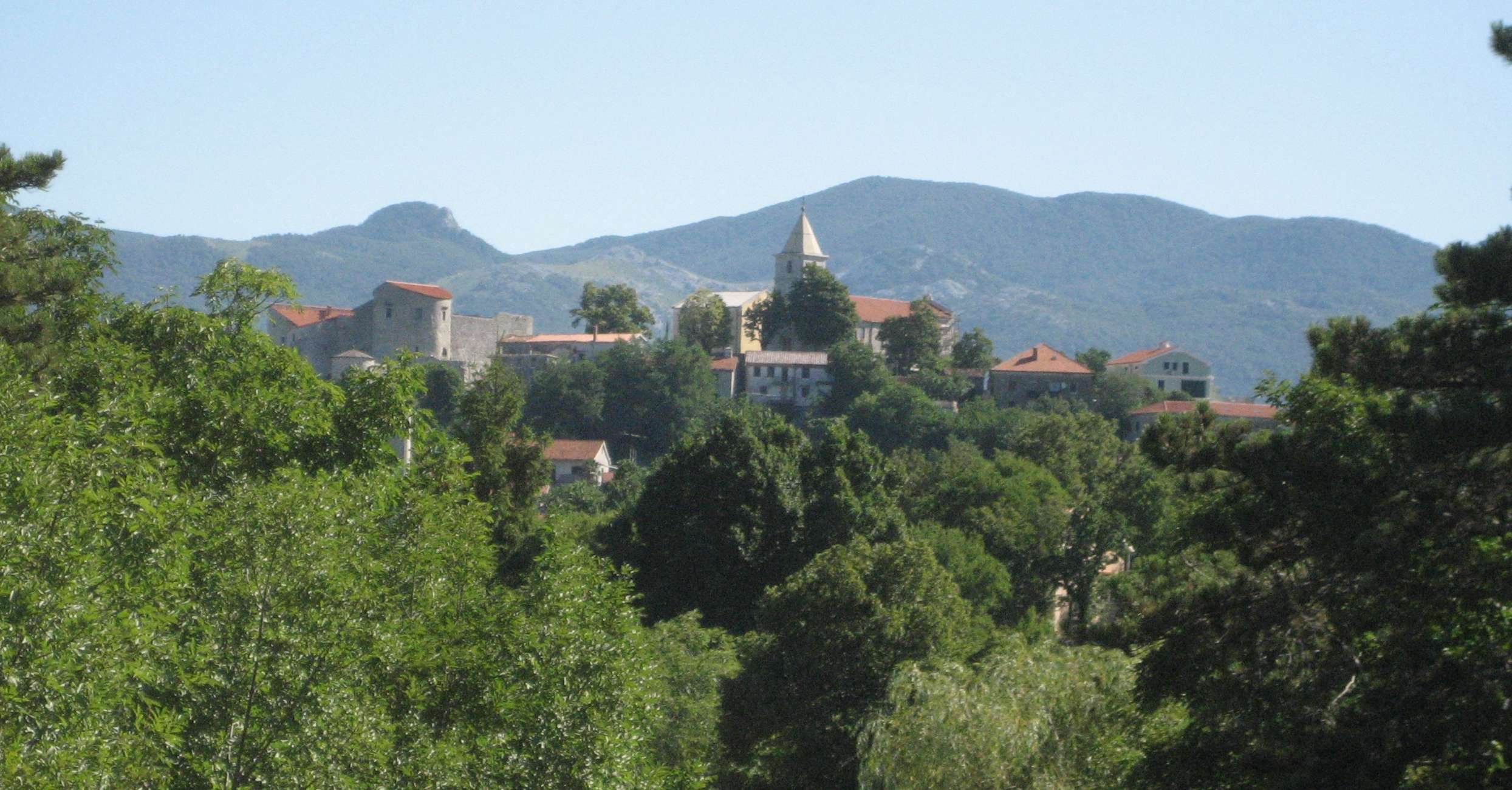
Burganlage Grobnik

Im Ortsteil Grobnik steht ein Kastell, das die Familie Frankopan erbauen ließ. Die Burg wurde im 15. Jahrhundert erbaut und immer weiter ausgebaut. Die Anlage selbst ist von der Siedlung Grobnik durch Mauern und Bastionen getrennt.

## Sonstiges
In Grobnik wurde 1977 das Automotodrom Grobnik erbaut, auf dem 13 Mal der Große Preis von Jugoslawien im Rahmen der Motorrad-Weltmeisterschaft stattgefunden hat.
Der Ortsteil Soboli war Drehort mehrerer Karl-May-Filme in den 1960er Jahren.

## Persönlichkeiten
- Dragutin Haramija (1923–2012), Premierminister